# Сибирцев, Александр Сергеевич
Александр Сергеевич Сибирцев (2 августа 1935, Симферополь — 6 марта 2024, Самара) — советский и российский оперный певец (баритон, затем — драматический тенор), музыкальный педагог. Народный артист РСФСР (1983).

## Биография
Александр Сергеевич Сибирцев родился 2 августа 1935 года в Симферополе. В 1950—1955 годах работал токарем, мастером-наладчиком станков на предприятиях Симферополя.
В 1955 году поступил в Симферопольское музыкальное училище имени П. И. Чайковского. В 1958—1963 годах учился на вокальном факультете Московской консерватории имени П. И. Чайковского (класс Г. И. Тица), а в 1963—1967 годах обучался там же в аспирантуре.
В 1963—1964 годах был солистом-баритоном Горьковского театра оперы и балета им. А. С. Пушкина. Как баритон спел более 20 партий. Самостоятельно перевел голос из баритонового в теноровый диапазон.
В 1964—1968 годах — солист Краснознаменного им. А. В. Александрова ансамбля песни и пляски Советской Армии. Гастролировал в Англии, Болгарии, Венгрии, Канаде, Монголии, Чехословакии.
В 1968—1973 годах преподавал в Государственном институте театрального искусства им. А. В. Луначарского, руководил вокальным коллективом Народного театра оперы и балета Дворца культуры ЗИЛа.
В 1973—1993 годах выступал солистом-тенором в Пермский академический театр оперы и балета им. П. И. Чайковского, в котором работал до июня 1993 года.
С 1993 года был солистом Самарского театра оперы и балета. Одновременно в 1993—2001 годах служил директором театра. Как драматический тенор исполнил более 50 партий.
Был членом жюри Международных конкурсов вокалистов имени М. И. Глинки (Москва) и им. Монюшко (Варшава), конкурса «Золотая маска» (Москва).
Преподавал в ГИТИСе, Пермском государственном педагогическом институте, Самарском государственном институте культуры, Самарском государственном педагогическом университете.
Скончался 6 марта 2024 года на 89-м году жизни в Самаре.

### Семья
- Сын — музыкант Дмитрий Александрович Сибирцев (род. 1968), российский пианист, тенор, театральный деятель. Директор Московского камерного хора с 2020 года, директор театра «Новая опера» (2012—2020)[3].

## Награды и премии
- Заслуженный артист РСФСР (28.04.1978).
- Народный артист РСФСР (22.12.1983).
- Государственная премия РСФСР имени М. И. Глинки (1984) — за оперный спектакль «Война и мир» С. С. Прокофьева, поставленный на сцене Пермского АТОБ имени П. И. Чайковского.
- Заслуженный деятель культуры Польши.
- Медаль «Ветеран труда» (1990)
- Медаль ордена «За заслуги перед Отечеством» II степени (13.06.1996).
- Медаль Святого благоверного князя Даниила Московского (2000).

## Партии в операх

### Горьковский театр оперы и балета
- «Свадьба Фигаро» В. А. Моцарта — граф Альмавива, Фигаро
- «Травиата» Дж. Верди — Жорж Жермон
- «Богема» Дж. Пуччини — Марсель
- «Евгений Онегин» П. Чайковского — Онегин
- «Севильский цирюльник» Дж. Россини — Фигаро
- «Цыганский барон» И. Штрауса — Баринкай
- «Боккаччо» Ф. Зуппе — Боккаччо
- «Фауст» Ш. Гуно — Валентин
- «Севастопольский вальс» К. Листова — Дмитрий Аверин
- «Пиковая дама» П. И. Чайковского — Елецкий
- «Иоланта» П. И. Чайковского — Роберт

### Пермский театр оперы и балета
- «Дон Карлос» Дж. Верди — Карлос
- «Опричник» П. И. Чайковского — Андрей Морозов
- «Пиковая дама» П. И. Чайковского — Герман
- «Трубадур» Дж. Верди — Манрико
- «Мадам Баттерфляй» Дж. Пуччини — Пинкертон
- «Иоланта» П. И. Чайковского — Водемон
- «Война и мир» С. С. Прокофьева — Пьер Безухов
- «Хованщина» М. П. Мусоргского — Василий Голицын, Андрей Хованский
- «Тоска» Дж. Пуччини — Каварадосси
- «Паяцы» Р. Леонкавалло — Канио
- «Чародейка» П. И. Чайковского — Княжич Юрий
- «Орлеанская дева» П. И. Чайковского — Раймонд, Карл VII
- «Семья Тараса» Д. Б. Кабалевского — Назар
- «Отелло» Дж. Верди — Отелло
- «Аида» Дж. Верди — Радамес
- «Бал-маскарад» Дж. Верди — Ричард
- «Риголетто» Дж. Верди — Герцог Мантуанский
- «Иван Сусанин» М. И. Глинки — Богдан Собинин
- «Борис Годунов» М. И. Мусоргского — Григорий Отрепьев
- «Кармен» Ж. Бизе — Хозе
- «Лючия ди Ламмермур» Г. Доницетти — Эдгардо
- «Виринея» С. М. Слонимского — Человек в очках
- «Огненный ангел» С. С. Прокофьева — Агриппа Неттесгеймский

### Самарский театр оперы и балета
- «Гамлет» С. Слонимского — Клавдий
- «Обручение в монастыре» С. Прокофьева — Дон Жером